# Lex Krupp
La Lex Krupp fue un documento promulgado el 12 de noviembre de 1943 por Adolf Hitler, que convirtió a la empresa Krupp en una empresa personal con reglas de sucesión especialmente reguladas, para garantizar que la empresa de la familia Krupp permaneciera intacta.

## Historia
Esta ley alemana especializada de 1943 fue creada a través de los esfuerzos combinados de Gustav Krupp von Bohlen und Halbach, el director de la empresa siderúrgica Fried. Krupp AG Essen, Martin Bormann, Jefe de la Cancillería del Partido Nazi, Dr. Hans Lammers, Jefe de la Cancillería del Reich, y Hitler, con el fin de establecer un mandato legal para la preservación de la empresa de la familia Krupp, para que el hijo y heredero de Gustav, Alfried Krupp von Bohlen und Halbach, hasta ahora se denominaría Krupp von Bohlen und Halbach. Esta ley fue firmada por Hitler el 12 de noviembre de 1943 y entró en vigor de inmediato, transfiriendo así la propiedad de Bertha Krupp al primer heredero varón de Bertha Krupp y Gustav Krupp von Bohlen und Halbach.